# Francesco Moser

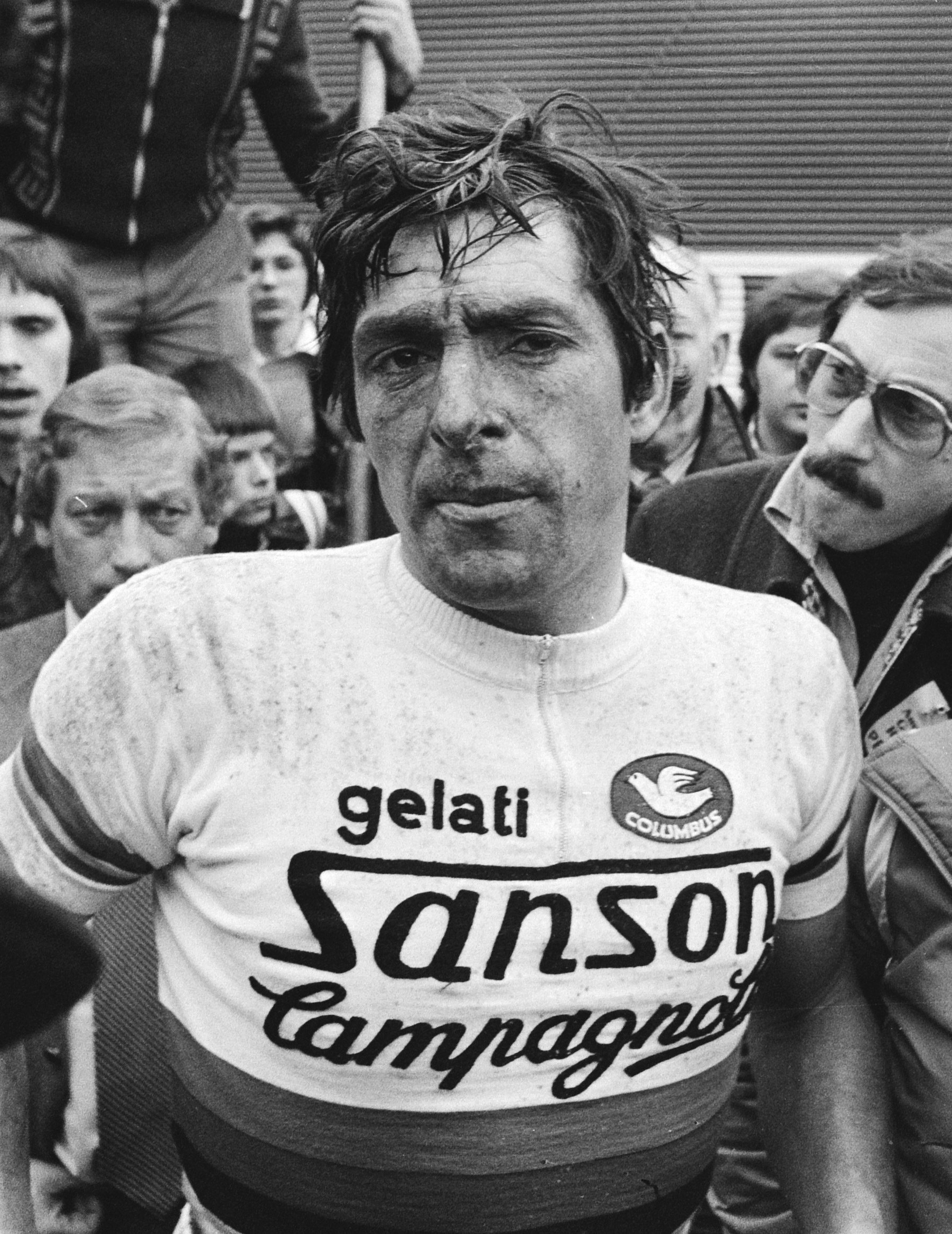
Francesco Moser al 1978

Francesco Moser (Giovo, 19 de juny de 1951) va ser un ciclista italià, que fou professional entre 1973 i 1988. Va ser un dels grans dominadors del panorama ciclístic de la segona meitat dels anys setanta i primera part dels anys vuitanta, aconseguint 194 victòries.
Moser tenia una complexió forta, cosa que dificultava les seves accions en les etapes de muntanya. Amb tot, el seu domini en les contrarellotges li permetia disposar de temps suficient per guanyar moltes de les curses per etapes que guanyà, com per exemple el Giro d'Itàlia de 1984. En aquesta mateixa cursa guanyà un total de 23 etapes i quatre vegades la classificació per punts. Al Tour de França la seva presència és més simbòlica, ja que sols prengué part en l'edició de 1975, en la qual guanyà dues etapes i liderà la cursa durant 7 etapes.
Guanyà moltes curses d'un sol dia, com ara la París-Roubaix (1978, 1979, 1980), la Volta a Llombardia (1975, 1978), la Fletxa Valona (1977), la París-Tours (1974), la Gant-Wevelgem (1979) o el Campionat de Zúric (1977). El 1977 guanyà el Campionat del món de ciclisme en ruta, per davant de Dietrich Thurau i Franco Bitossi. El 1985 guanyà la Milà-Sanremo.
El 1984, Francesco Moser va batre el rècord de l'hora, que fins aquell moment tenia en el seu poder el belga Eddy Merckx des del 1972. Moser fou el primer ciclista a utilitzar una bicicleta tecnològicament modificada en aquesta prova. El 1997 l'UCI va anul·lar tots els rècords obtinguts amb bicicletes tecnològicament modificades, per la qual cosa el seu rècord actualment no és tingut en compte.
És germà dels també ciclistes Enzo, Diego i Aldo Moser.

## Palmarès
- 1970
  - 1r al Gran Premi Palio del Recioto
- 1971
  - 1r al Girobio
  - 1r a la Milà-Busseto
  - 1r al Trofeu Raffaele Marcoli
- 1972
  - 1r al Giro delle Valli Aretine
  - 1r a la Milà-Rapallo
- 1973
  - Vencedor d'una etapa del Giro d'Itàlia
- 1974
  - 1r a la París-Tours
  - 1r a la Copa Bernocchi
  - 1r al Giro dell'Emilia
  - 1r al Giro de Toscana
  - 1r al Giro del Piemont
  - 1r al Giro de la Província de Reggio de Calàbria
  - 1r al Trofeu Baracchi (amb Roy Schuiten)
  - 1r al Giro d'Úmbria
- 1975
  -  Campió d'Itàlia en ruta
  - 1r a la Volta a Llombardia
  - 1r al Midi Libre i vencedor de 2 etapes
  - 1r a la Coppa Placci
  - 1r al Trofeu Baracchi (amb Gianbattista Baronchelli)
  - 1r al Trofeu Matteotti
  - 1r al Gran Premi Ciutat de Camaiore
  - 1r al Gran Premi de Mònaco
  - 1r al Giro d'Úmbria
  - Vencedor de 2 etapes al Tour de França i  1r de la Classificació dels joves
- 1976
  - 1r al Tre Valli Varesine
  - 1r al Giro dels Apenins
  - 1r al Giro de Toscana
  - 1r al Giro de la Pulla
  - 1r al Trofeu Matteotti
  - 1r al Trofeu Pantalica
  - Vencedor de 3 etapes al Giro d'Itàlia i  1r de la Classificació per punts
- 1977
  -  Campió del món
  - 1r a la Fletxa Valona
  - 1r al Campionat de Zúric
  - 1r a la Copa Agostoni
  - 1r al Giro de Toscana
  - 1r al Giro del Laci
  - 1r al Giro d'Úmbria
  -  1r de la Classificació per punts al Giro d'Itàlia
- 1978
  - 1r a la París-Roubaix
  - 1r a la Volta a Llombardia
  - 1r al Tre Valli Varesine
  -  1r a la Volta a Catalunya i vencedor de 4 etapes
  - 1r a la Copa Sabatini
  - 1r al Tour de l'Aude i vencedor de 3 etapes
  - 1r al Trofeu Matteotti
  - 1r al Giro del Laci
  - 1r al Gran Premi de la indústria i l'artesanat de Larciano
  - Vencedor de 4 etapes al Giro d'Itàlia i  1r de la Classificació per punts
  - Vencedor de 2 etapes al Midi Libre
- 1979
  -  Campió d'Itàlia en ruta
  - 1r a la París-Roubaix
  - 1r a la Gant-Wevelgem
  - 1r al Giro del Friül
  - 1r al Tour de l'Aude i vencedor d'una etapa
  - 1r al Trofeu Baracchi (amb Giuseppe Saronni)
  - 1r del Giro del Vèneto
  - 1r al Giro dell'Emilia
  - 1r a la Ruta d'Or i vencedor de 2 etapes
  - Vencedor de 3 etapes al Giro d'Itàlia
  - Vencedor d'una etapa de la Tirrena-Adriàtica
- 1980
  - 1r a la París-Roubaix
  - 1r a la Tirrena-Adriàtica i vencedor d'una etapa
  - 1r al Giro del Trentino i vencedor de 2 etapes
  - Vencedor d'una etapa del Giro d'Itàlia
- 1981
  -  Campió d'Itàlia en ruta
  - 1r a la Tirrena-Adriàtica i vencedor d'una etapa
  - 1r a la Coppa Agostoni
  - 1r al Giro d'Úmbria
  - Vencedor d'una etapa del Giro d'Itàlia
- 1982
  - 1r al Tour de Midi-Pyrénées
  - 1r al Giro de Toscana
  - 1r al Giro de Campania
  - 1r al Circuit de l'Aulne
  - 1r al Giro del Valdarno
  - Vencedor de 2 etapes al Giro d'Itàlia i  1r de la Classificació per punts
  - Vencedor d'una etapa del Midi Libre
- 1983
  - 1r a la Milà-Torí
  - 1r a la Milà-Vignola
  - 1r al Giro del Trentino i vencedor d'una etapa
  - 1r a la Volta a Noruega i vencedor d'una etapa
  - 1r al Giro de Campania
  - 1r al Trofeu Pantalica
  - 1r al Giro d'Úmbria
- 1984
  - 1r a la Milà-Sanremo
  -  1r al Giro d'Itàlia i vencedor de 4 etapes
  - 1r al Trofeu Baracchi (amb Bernard Hinault)
  - 1r al Giro de l'Etna
  - 1r al Giro del Laci
  - Vencedor de 2 etapes a la Volta a Espanya
- 1985
  - 1r al Giro dels Apenins
  - 1r al Trofeu Baracchi (amb Hans-Henrik Oersted)
  - 1r al Giro de l'Etna
  - Vencedor de 3 etapes al Giro d'Itàlia
  - Vencedor d'una etapa de la Ruta d'Or
- 1986
  - 1r al Giro de l'Etna
  - Vencedor d'una etapa del Giro d'Itàlia
  - Vencedor de 2 etapes de la Tirrena-Adriàtica
- 1987
  - Vencedor d'una etapa del Tour del Mediterrani
  - Vencedor d'una etapa del Giro del Trentino

### Resultats al Giro d'Itàlia
- 1973. 15è de la classificació general. Vencedor d'una etapa
- 1974. 7è de la classificació general
- 1976. 4t de la classificació general. Vencedor de 3 etapes.  1r de la Classificació per punts. 1r de la combinada
- 1977. 2n de la classificació general.  1r de la Classificació per punts
- 1978. 3r de la classificació general. Vencedor de 4 etapes.  1r de la Classificació per punts
- 1979. 2n de la classificació general. Vencedor de 3 etapes
- 1980. Abandona. Vencedor d'una etapa
- 1981. 21è de la classificació general. Vencedor d'una etapa
- 1982. 8è de la classificació general. Vencedor 2 etapes.  1r de la Classificació per punts
- 1983. Abandona
- 1984.  1r de la classificació general. Vencedor de 4 etapes
- 1985. 2n de la classificació general. Vencedor de 3 etapes
- 1986. 3r de la classificació general. Vencedor d'una etapa

### Resultats al Tour de França
- 1975. 7è de la classificació general. Vencedor de 2 etapes.  1r de la Classificació dels joves. Porta el mallot groc durant 6 etapes

### Resultats a la Volta a Espanya
- 1984. 10è de la classificació general. Vencedor de 2 etapes

## Palmarès en pista
- 1976
  -  Campió del món de persecució
  - 1r als Sis dies de Milà (amb Patrick Sercu)
- 1977
  - 1r als Sis dies de Grenoble (amb René Pijnen)
- 1978
  -  Campió d'Itàlia en persecució
  - 1r als Sis dies de Milà (amb René Pijnen)
  - 1r als Sis dies de Dortmund (amb René Pijnen)
- 1979
  - 1r als Sis dies de Milà (amb René Pijnen)
  - 1r als Sis dies de Grenoble (amb René Pijnen)
- 1980
  -  Campió d'Itàlia en persecució
- 1981
  -  Campió d'Itàlia en persecució
  - 1r als Sis dies de Milà (amb Patrick Sercu)
  - 1r als Sis dies de Nouméa (amb Maurizio Bidinost)
- 1983
  - 1r als Sis dies de Milà (amb René Pijnen)
- 1984
  -  Campió d'Itàlia en persecució
  - 1r als Sis dies de Milà (amb René Pijnen)
  - 1r als Sis dies de París (amb René Pijnen)
  - 1r als Sis dies de Dortmund (amb René Pijnen)
- 1986
  - 1r als Sis dies de Grenoble (amb Anthony Doyle)
  - 1r als Sis dies de Rotterdam (amb Danny Clark)
  - 1r als Sis dies de Bassano del Grappa (amb Roberto Amadio i Danny Clark)
- 1987
  -  Campió d'Itàlia en persecució
- 1988
  - 1r als Sis dies de Bassano del Grappa (amb Danny Clark)

### Activitat professional actual
Pertanyent a la segona generació d'una família de viticultors de Trento (Itàlia), actualment elabora vins a la seva bodega, Cantine Moser.